# Elecciones generales de Surinam de 1973
Las elecciones parlamentarias de Surinam de 1973 se celebraron el 19 de noviembre para escoger a los treinta y nueve escaños del Parlamento. Fueron las últimas elecciones antes de que Surinam accediera a la independencia de los Países Bajos. El resultado fue una rotunda victoria para la coalición nacionalista "Combinación Nacional", liderada por el Partido Nacional de Surinam, que obtuvo mayoría absoluta con 22 escaños, y más de la mitad del voto popular. Henck Arron fue elegido Primer ministro para el período 1973-1977. La participación rondó el 76.1%.
Tras las elecciones, Arron declaró su intención de convertir a Surinam en un país independiente antes de que terminara el año 1975, a pesar de que la oposición consideraba que había que era demasiado pronto para ello. La República de Surinam se estableció como país independiente el 25 de noviembre de 1975, poco más de dos años después de estas elecciones.

## Resultados
| Partido                                                 | Votos   | %    | Escaños | +/-   |
| ------------------------------------------------------- | ------- | ---- | ------- | ----- |
| Combinación Nacional                                    | 61,700  | 50.3 | 22      | –     |
| Bloque VHP                                              | 47,931  | 39.1 | 17      | -2    |
| Partido Nacional Progresista                            | 3,908   | 3.2  | 0       | –     |
| Partido de la Unidad Negra                              | 3,198   | 2.6  | 0       | Nuevo |
| Partido Renovado Progresista                            | 3,121   | 2.5  | 0       | Nuevo |
| Partido Popular Unido-Frente de las Mujeres Surinamesas | 1,215   | 1.0  | 0       | Nuevo |
| Frente Popular Democrático                              | 676     | 0.6  | 0       | Nuevo |
| Unión Democrática de Surinam                            | 334     | 0.3  | 0       | Nuevo |
| Total                                                   | 122,711 | 100  | 39      | 0     |
| Fuente: Nohlen                                          |         |      |         |       |